# Ringo's Rotogravure
| Recensione       | Giudizio |
| ---------------- | -------- |
| AllMusic         | [ 1 ]    |
| Hervé Bourhis    | [ 2 ]    |
| Robert Christgau | C        |
| MusicHound       | [ 4 ]    |
| DeBaser          | [ 5 ]    |

Ringo's Rotogravure è il sesto album solista in studio di Ringo Starr, quinto contenente brani inediti; venne pubblicato il 17 settembre 1976 su etichetta Polydor per il Regno Unito e Atlantic Records per gli Stati Uniti.

## Il disco

### Composizione
Volendo continuare la tecnica "all-stars" dei due album precedenti, Starr chiese dei brani a George Harrison, John Lennon e Paul McCartney, suoi ex-compagni dei Beatles, e ad Eric Clapton; inoltre, altri personaggi di spicco del mondo della musica apparsi sull'album sono Melissa Manchester, Dr. John, Peter Frampton ed i Brecker Brothers. Harrison fornì a Starr I'll Still Love You, originariamente intitolata When Every Song Is Sung; l'autore aveva tentato già di farla registrare a svariati artisti, e la cedette a Ringo quando quest'ultimo gliela chiese espressamente. Assente durante la registrazione, Harrison iniziò un'azione legale perché non apprezzava l'arrangiamento; il caso venne chiuso in breve tempo. Lennon fornì al compagno Cookin (In The Kitchen Of Love)', scritta appositamente per lui. Anche Pure Gold, la canzone composta da McCartney, era stata pensata per il batterista. Clapton diede This Be Called a Song.
Starr, anche per quest'album, collaborò con Vini Poncia, al secolo Vincent Poncia; la loro parternship musicale era iniziata con l'album Ringo del 1973, e si concluse dopo l'album Bad Boy. In totale, scrissero assieme dodici brani pubblicati ufficialmente; su Ringo's Rotogravure hanno scritto Cryin' e Lady Gaye. Nei crediti compositivi di quest'ultima appare anche Clifford T. Ward, che aveva composto il brano Gaye, sul quale i due si erano basati. Ringo ha inoltre composto, assieme alla compagna Nancy Andrews, il brano Las Brisas.
Gli altri brani del disco sono A Dose of Rock 'n' Roll, scritta dal compositore Carl Grozsman e ceduta a Starr, Hey! Baby è una cover del brano scritto da Margaret Cobb e Bruce Channel e pubblicato da quest'ultimo e You Don't Know Me at All è stata scritta da Dave Jordan. Il disco si chiude con una ghost track, Spooky Weirdness, contenente rumori di studio.

### Registrazione
Le registrazioni iniziarono ad aprile 1976 ai Sunset Sound Studios di Los Angeles. Il 12 giugno John Lennon incontrò Ringo Starr; egli suonò su Cookin', di sua composizione, e su A Dose of Rock 'n' Roll. Fu l'ultima sessione di registrazione del primo fino al quattro agosto 1980. Il 19 dello stesso mese, Paul e Linda McCartney registrarono con Ringo Pure Gold. George Harrison non riuscì a partecipare alle sedute di persona, anche se ci furono tentativi di fissare una data. Il brano Las Brisas venne registrato in Messico con una band di un ristorante locale, chiamata Los Galleros; in essa, Ringo suona le maracas e Vini Poncia fa i cori. Dalle registrazioni sono rimasti tre inediti: Where Are You Going, All Right e It's Hard to Be Lovers.

### La copertina ed il titolo
L'idea originale per la copertina era di Ringo stesso; venne preparata da Andrew Ayers. In copertina appare una foto di David Alexander, e sul retro copertina una porta degli uffici della Apple a Saville Row, fotografata da Tommy Hanley. In origine, nella confezione del disco erano inclusi degli occhiali per osservare i graffiti; alcuni di essi sono Give John a green card, Get lost the rollers, The Beatles are the best, We love the Beatles e Long live the Beatles. Le altre fotografie sono state scattate da Mark Hanauer ed Alexander.
Il titolo, tradotto in italiano, significa rotocalcografia, un procedimento che si utilizza per le grosse tirature, dando una buona qualità della trama. La parola viene usata spesso nel film Easter Parade del 1947; si è a conoscenza del fatto che il batterista abbia visto il film nel 1973, apprezzandolo.

### Pubblicazione ed accoglienza
Ringo's Rotogravure è stato il primo album di Ringo Starr ad essere pubblicato con la nuova etichetta discografica, l'Atlantic Records, distribuita nel Regno Unito dalla Polydor. In Gran Bretagna il 33 giri venne pubblicato il 17 settembre 1976 con il numero di serie 2302 040, mentre negli USA il 27 dello stesso mese con il numero di catalogo SD 18193. Mentre nel Regno Unito non entrò in classifica, negli USA arrivò al ventottesimo posto con vendite di circa 300.000 copie, quindi parecchio al di sotto delle aspettative.
Dall'LP vennero estratti numerosi singoli. Sia negli USA che in Inghilterra vennero pubblicati i singoli A Dose of Rock 'n' Roll/Cryin' e Hey! Baby/Lady Gaye; nel Regno Unito, dove sono usciti rispettivamente il 15 ottobre ed il 29 novembre 1976, non entrarono in classifica. Negli Stati Uniti, A Dose of Rock 'n' Roll venne pubblicato il 20 settembre, ed è arrivato al ventiseiesimo posto, mentre Hey! Baby, pubblicato il 22 novembre, è arrivato al settantaquattresimo posto. In numerosi Stati europei, è stato pubblicato il 45 giri You Don't Know Me at All/Cryin', ma l'unico Paese dove è entrato in classifica è stato la Norvegia, nazione nella quale è arrivato ventunesimo. In Messico, venne pubblicato il singolo Las Brisas/Lady Gaye dalla Polyodr nel 1976.
La prima stampa venne eliminata dal catalogo nel 1979. Il disco venne ristampato nel giugno 1982 con il numero di catalogo 2485 235; negli USA è stato ristampato su CD nel 1992 e nel 2010, mentre non è stato mai pubblicato su CD nel Regno Unito. Le tracce A Dose of Rock 'n' Roll, Hey! Baby e Cookin' sono state incluse sulla compilation Starr Struck: Best of Ringo Starr, Vol.2 del 1989; solamente le prime due sono state incluse su Photograph: The Very Best of Ringo, ma escluse dalla versione iTunes, venendo sostituite da Oo-Wee ed Have You Seen My Baby.

## Tracce
1. A Dose of Rock 'n' Roll – 3:24 (Carl Groszman)
2. Hey! Baby – 3:11 (Margaret Cobb, Bruce Channel)
3. Pure Gold – 3:14 (Paul McCartney)
4. Cryin' – 3:18 (Vini Poncia, Richard Starkey)
5. You Don't Know Me at All – 3:16 (Dave Jordan)
6. Cooking (In the Kitchen of Love) – 3:41 (John Lennon)
7. I'll Still Love You – 2:57 (George Harrison)
8. This Be Called a Song – 3:14 (Eric Clapton)
9. Las Brisas – 3:33 (Nancy Lee Andrews, Richard Starkey)
10. Lady Gaye – 2:57 (Vini Poncia, Richard Starkey, Cliffard T. Ward)
11. Spooky Weirdness – 1:26

## Formazione
- Ringo Starr: voce, batteria, maracas
- John Lennon: pianoforte
- Paul McCartney, Linda McCartney, Melissa Manchester, Duitch Helmer, Joe Bean, Vini Poncia, David Lasley, Harry Nilsson: cori
- The Mad Mauries: cori, battimani
- Dr. John: tastiere, organo, chitarra
- John Jarvis, Jane Getz: tastiere
- Arif Mardin: piano elettrico
- Eric Clapton, Peter Frampton, Danny Kortchmar, Jesse Ed Davis, Lon Van Eaton: chitarra
- Sneaky Pete, Robert Greenidge: chitarra a pedale
- Klaus Voormann, Cooker Lo Presti, Will Lee: basso elettrico
- Jim Keltner: batteria
- Randy Brecker, Alan Rubin: tromba
- Michael Brecker, George Young, Lou Marini: sassofono tenore
- Lewis Delgatto: sassofono baritono
- George Denves, King Errisson: percussioni
- George Devens: marimba
- Los Galleros: strumenti a Las Brisas[6]